# زینترول
زینترول (به انگلیسی: Zinterol) با فرمول شیمیایی C۱۹H۲۶N۲O۴S یک ترکیب شیمیایی با شناسه پاب‌کم ۳۷۹۹۰ است. که جرم مولی آن ۳۷۸٫۴۹ g/mol می‌باشد. 